# Жерар Санторо
Жерар Санторо (фр. Gérard Santoro; нар. 16 жовтня 1961, Ошель, Па-де-Кале, Верхня Франція) — французький борець вільного стилю, бронзовий призер чемпіонатів Європи, дворазовий бронзовий призер Середземноморських ігор, учасник трьох Олімпійських ігор.

## Життєпис
Після завершення кар'єри борця перейшов на тренерську роботу. Серед його підопічних:
- Анна Гоміс — чотириразова чемпіонка світу і Європи, бронзова призерка Олімпійських ігор;
- Анна Катрін Делунч — бронзова призерка чемпіонатів світу і Європи;
- Мер'єм Селлум — дворазова бронзова призерка чемпіонатів Європи, бронзова призерка Кубку світу;
- Ванесса Бубріемм — срібна та бронзова призерка чемпіонатів світу, чемпіонка, срібна та бронзова призерка чемпіонатів Європи, бронзова призерка Кубку світу, учасниця Олімпійських ігор;
- Вінсент Ака-Акессе — срібний призер чемпіонату Європи, переможець та дворазовий срібний призер чемпіонатів Африки, учасник трьох Олімпійських ігор.

## Спортивні результати на міжнародних змаганнях

### Виступи на Олімпіадах
| Змагання                    | Збірна  | Вагова категорія          | Місце                    |
| --------------------------- | ------- | ------------------------- | ------------------------ |
| Літні Олімпійські ігри 1984 | Франція | вільна боротьба, до 68 кг | 8                        |
| Літні Олімпійські ігри 1988 | Франція | вільна боротьба, до 68 кг | вибув після другого туру |
| Літні Олімпійські ігри 1992 | Франція | вільна боротьба, до 68 кг | 9                        |

### Виступи на Чемпіонатах світу
| Змагання                        | Збірна  | Вагова категорія          | Місце |
| ------------------------------- | ------- | ------------------------- | ----- |
| Чемпіонат світу з боротьби 1982 | Франція | вільна боротьба, до 62 кг | 12    |
| Чемпіонат світу з боротьби 1991 | Франція | вільна боротьба, до 68 кг | 19    |

### Виступи на Чемпіонатах Європи
| Змагання                         | Збірна  | Вагова категорія          | Місце  |
| -------------------------------- | ------- | ------------------------- | ------ |
| Чемпіонат Європи з боротьби 1983 | Франція | вільна боротьба, до 62 кг | 6      |
| Чемпіонат Європи з боротьби 1984 | Франція | вільна боротьба, до 62 кг | 6      |
| Чемпіонат Європи з боротьби 1986 | Франція | вільна боротьба, до 68 кг | 7      |
| Чемпіонат Європи з боротьби 1987 | Франція | вільна боротьба, до 68 кг | 5      |
| Чемпіонат Європи з боротьби 1988 | Франція | вільна боротьба, до 68 кг | 13     |
| Чемпіонат Європи з боротьби 1991 | Франція | вільна боротьба, до 68 кг | Бронза |
| Чемпіонат Європи з боротьби 1992 | Франція | вільна боротьба, до 68 кг | 10     |

### Виступи на Середземноморських іграх
| Змагання                    | Збірна  | Вагова категорія          | Місце  |
| --------------------------- | ------- | ------------------------- | ------ |
| Середземноморські ігри 1983 | Франція | вільна боротьба, до 62 кг | Бронза |
| Середземноморські ігри 1991 | Франція | вільна боротьба, до 68 кг | Бронза |

### Виступи на інших змаганнях
| Змагання                                      | Збірна  | Вагова категорія          | Місце  |
| --------------------------------------------- | ------- | ------------------------- | ------ |
| Чемпіонат Європейського ринку з боротьби 1983 | Франція | вільна боротьба, до 68 кг | Бронза |